# Santiuste de San Juan Bautista
Santiuste de San Juan Bautista ist ein Ort und eine Gemeinde (municipio) mit 535 Einwohnern (Stand: 2024) in der zentralspanischen Provinz Segovia in der Autonomen Region Kastilien-León. Neben dem gleichnamigen Hauptort gehört die Ortschaft Bernuy de Coca zur Gemeinde. 

## Lage und Klima
Santiuste de San Juan Bautista liegt in der kastilischen Meseta in ca. 830 m Höhe ungefähr 44 Kilometer (Fahrtstrecke) nordwestlich der Provinzhauptstadt Segovia. Das Klima ist gemäßigt bis warm; Regen (ca. 470 mm/Jahr) fällt mit Ausnahme der trockenen Sommermonate übers Jahr verteilt.

## Bevölkerungsentwicklung
| Jahr      | 1970 | 1981 | 1991 | 2001 | 2011 | 2021 |
| Einwohner | 1100 | 910  | 877  | 774  | 631  | 535  |

## Sehenswürdigkeiten
- Johannes-der-Täufer-Kirche in Santiuste de San Juan Bautista
- Vinzenzkirche in Bernuy de Coca
- Marienkapelle
- Rathaus

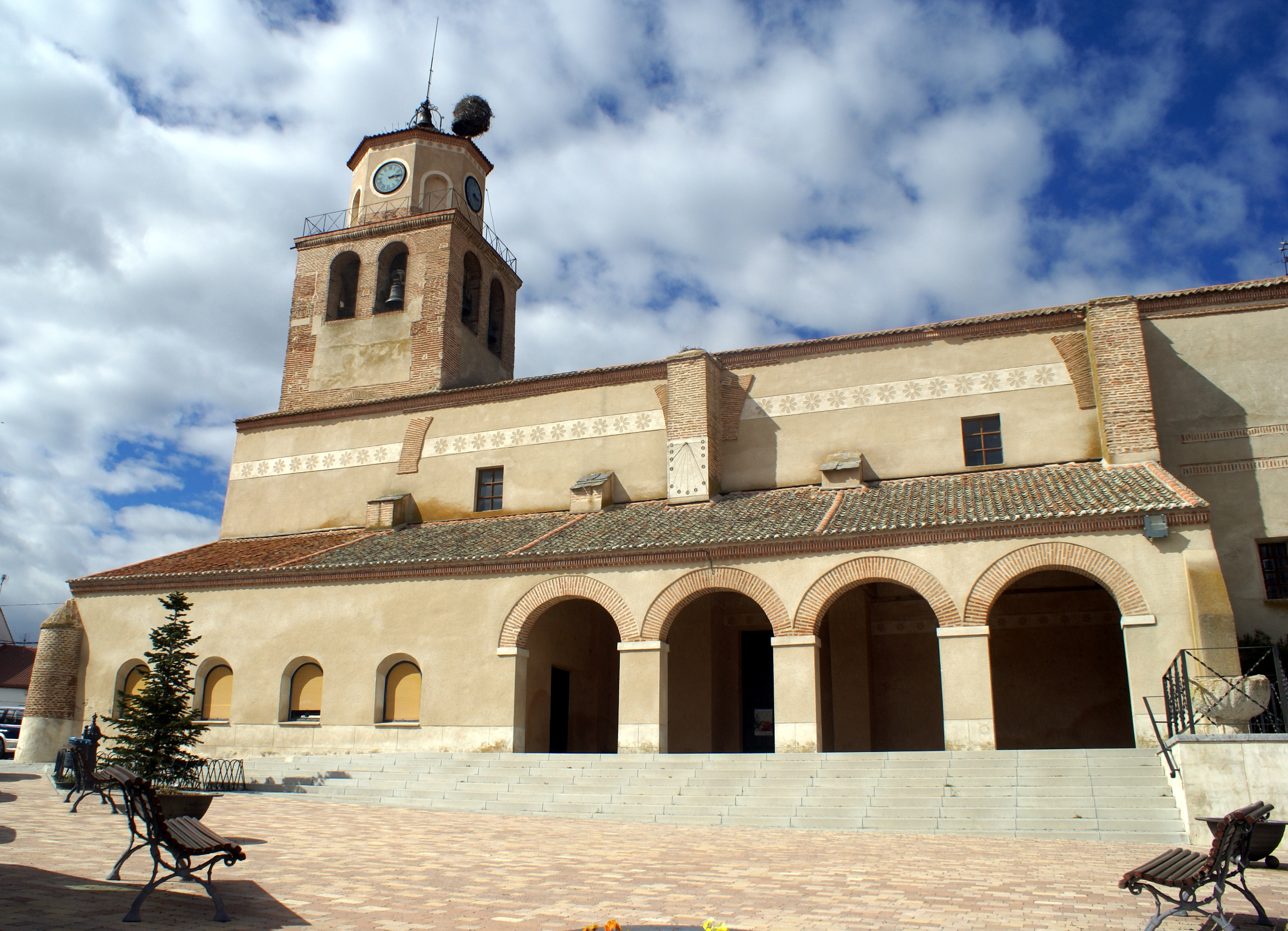
Johannes-der-Täufer-Kirche
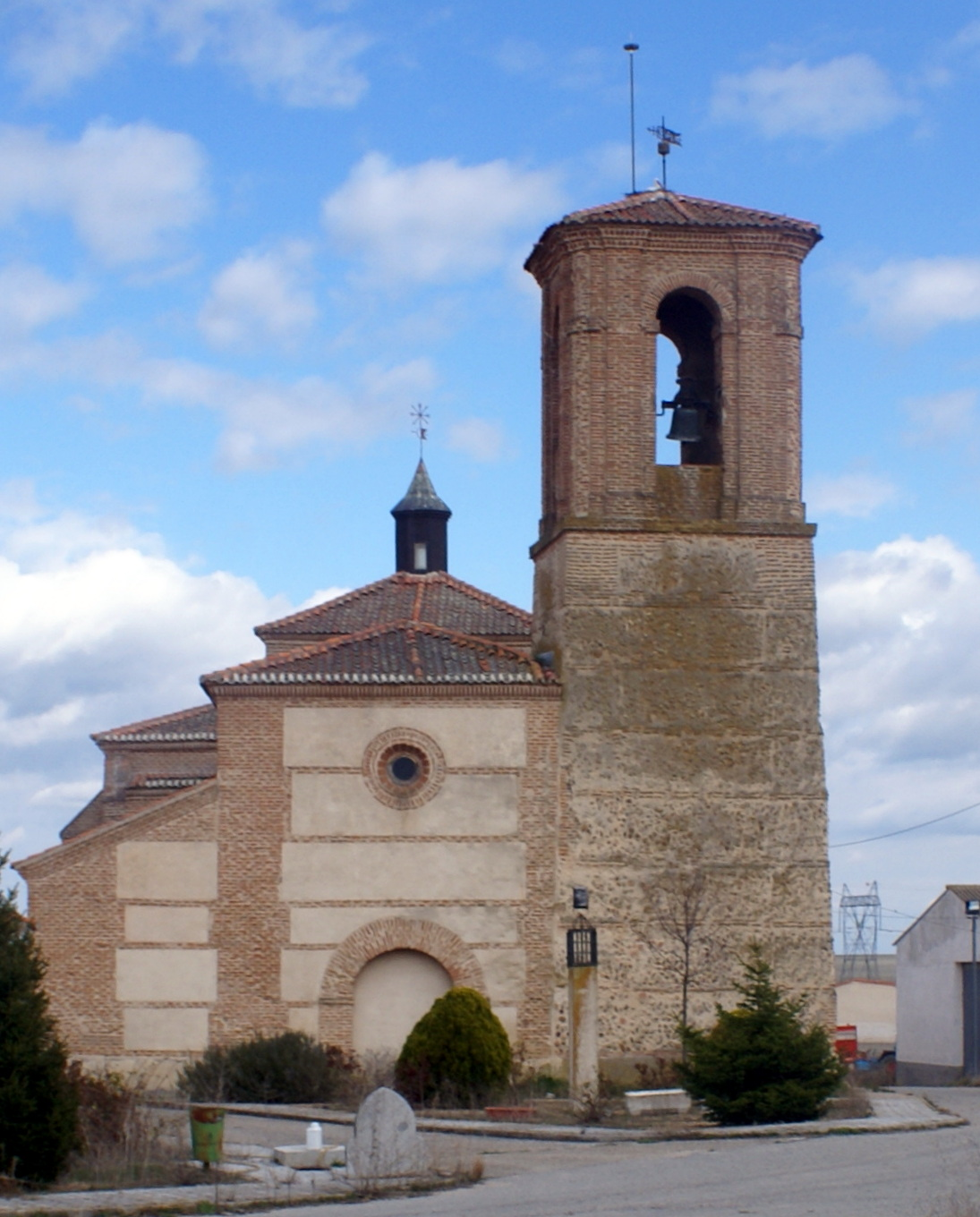
Vinzenzkirche
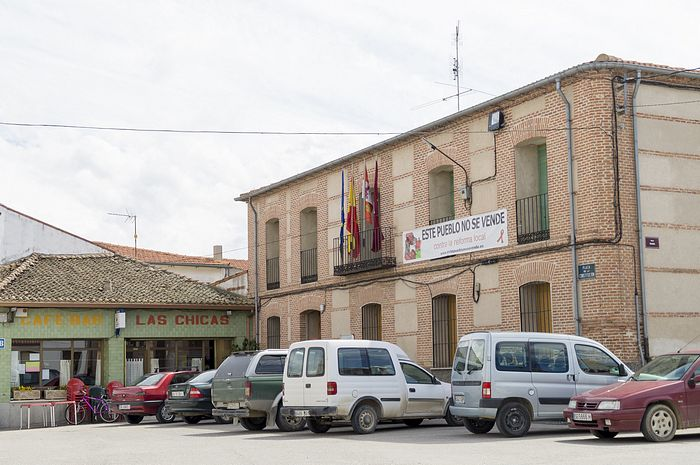
Rathaus